# Il vento dell'Amnesia
Il vento dell'Amnesia (風の名はアムネジア?, Kaze no Na wa Amnesia) è un film d'animazione del 1990 diretto da Kazuo Yamazaki.
Anime prodotto dallo studio Madhouse, il cui soggetto è tratto dal romanzo Kaze no namae wa amunejia di Hideyuki Kikuchi.

## Trama
In un futuro prossimo la tecnologia ha fatto enormi progressi e i mali che hanno da sempre afflitto il mondo sembrano ormai superati. Improvvisamente però sulla Terra comincia a soffiare uno strano vento, che ha l'effetto di cancellare ogni ricordo da tutti gli esseri umani, facendoli regredire allo stato primitivo. Gli uomini sono circondati da macchine meravigliose che però non sono più in grado di far funzionare e non sono neppure in grado di comunicare tra loro perché hanno dimenticato anche il linguaggio.

## Colonna sonora

### Sigle
Sigla finale giapponese
- True Love, musica di Torao Hosoi, cantata da Akemi Tsushimi e Takashi Tsushimi

Sigla finale italiana
- Negli occhi e nelle mani, cantata da  Mario Amici e Rossana Casale.

## Distribuzione

### Doppiaggio
L'edizione italiana è a cura di Granata Press ed è stata eseguita presso lo studio Car Cine TV sotto la direzione di Fabrizio Mazzotta che ha curato anche i dialoghi italiani.